# Cyrtodactylus muangfuangensis
Cnemaspis muangfuangensis — вид ящірок з родини геконових (Gekkonidae). Описаний у 2019 році.

## Поширення
Ендемік Лаосу. Трапляється в провінції В'єнтьян на півночі країни.

## Опис
Тіло завдовжки 84 мм. Спина бежевого кольору з п'ятьма поперечними білими смуга з чорними краями. Голова сіра з чорними плямами. Через очі проходить чорна смуга.